# Тврђава Свете Јелисавете
Тврђава Св. Јелисавете (укр. Фортеця Святої Єлисавети; локално звана и као „земљани бедеми“) јесте некадашња тврђава у Кропивницком, Кировоградска област, у Украјини. Лва грађевина је јединствена по томе што у Европи нема више од десет тврђава овог типа.

## Историја
Након формирања Нове Србије на земљама украјинских козака, тврђава је створена да заштити територије српских досељеника од татарских провала. Тврђава Св. Јелисавете подигнута је по указу Сената, којим је настала и Нова Србија. Указ је потписала царица Јелисавета I Петровна 4. јануара 1752. године. На основу указа, пуковнику Jвану Хорвату уручена је захвалница, а Joвану Глебову инструкцију .
За изградњу тврђаве стигао је пук украјинских козака (1390 људи) који је главне радове завршио за четири месеца: од јуна до октобра 1754. Током радова умрла су 72 Украјинца, 233 су се разболела, а 855 је побегло у Сеч 
Тврђава Св. Јелисавете учествовала је у ратним дејствима само једном. То се догодило током руско-турског рата (1768–1774), чији је први поход започео 1769. инвазијом кримског кана Кирима Гиреја у Јелисаветградску губернију. 4. јануара 70.000 турско-татарска војска са њим прешла је границу и 7. јануара зауставила се у близини тврђаве у којој се крио генерал Исаков са гарнизоном и локалним становништвом. Кримљани су пљачкали околна села и поробили локално становништво, али су браниоци града успешно одбили нападе Татара и отерали освајаче. Ово је био последњи поход Турака и кримских Татара у Украјину .
Од 1775. године тврђава је коначно изгубила свој одбрамбени значај. Године 1784. тврђава је ликвидирана, а сва артиљерија је превезена у Херсон. Постепено, током неколико година, тврђава је разоружана. Године 1794. овде су се још чувала 162 топа, који су служили 277 стрелаца. Топови и артиљеријски материјал извозили су се у пограничне градове, углавном у Херсон. У априлу 1795. упућено је 5 топова у Новомиргород. У некадашњој тврђави сачувана су само два топа - постављена су на каменим постољима на улазу са некадашње главне капије.
Потпуно укидање статуса тврђаве дошло је 15. марта 1805. Посада је распуштена, али је у касарни дуго година био смештен батаљон (три чете)   . Контура тврђаве постала је амблем града .
26. јануара 1837. године на 3 километра од тврђаве (данас Санаторска улице) сахрањен је Ђорђе Арсенијевић Емануел, учесник Рата 1812. године, чувени командант српског порекла.
Од 1950. године на територији тврђаве постоји меморијални комплекс совјетских војника, тамо је сахрањен 21 херој Совјетског Савеза.